# Міжнародна асоціація індустрії вольфраму
International Tungsten Industry Association (ITIA) — Міжнародна асоціація індустрії вольфраму.
Започаткована в Брюсселі в лютому 1988 р.; зареєстрована як асоціація з науковими намірами.
Члени ІТІА — 15 країн (2001), що мають вольфрамодобувні і переробні компанії, торгові компанії. Секретаріат ІТІА базується в Лондоні.
Головна мета ІТІА:
- сприяння використанню вольфраму і продуктів вольфраму;
- забезпечення регулярного обміну інформацією;
- аналіз матеріалів щодо видобування, виробництва, споживання вольфраму;
- підготовка ринкових звітів для кожних зборів ІТІА;
- підтримання контакту з урядами і професійними організаціями.

ІТІА організує симпозіуми та семінари. Видає періодичний бюлетень.